# 藤原能信
藤原能信（ふじわら の よしのぶ，995年—1065年），日本平安時代公卿。藤原北家出身，藤原道長四男。官至正二位權大納言，兼皇太弟尊仁親王之東宮大夫，白河天皇皆以大夫殿稱呼他。

## 生平簡介
能信是道長妻源明子所生，跟賴宗是同母兄弟，賴通、教通是異母兄弟。可能是因為這層關係，使能信對賴通、教通帶有競爭的意識。
1037年後朱雀天皇即位後，禎子內親王立為中宮，其時能信兼任中宮大夫。不久賴通進養女嫄子為中宮，禎子內親王改立為皇后，能信亦改兼任皇后宮大夫。
1045年前後，後朱雀天皇病重，欲讓為給太子親仁親王，召關白賴通商討身後事。天皇欲在太子即位後，立第二皇子尊仁親王為儲君，賴通則敷衍其事。賴通退出後，能信故意對病榻前的天皇說：「陛下想要把第二宮託付給哪為高僧？」天皇回道：「這是什麼話！我想要把他立為東宮，只是與關白商量後，他認為這事不急，所以還沒行動。」能信回道：「聖慮已然，宜早決定，不可過今日也。」於是當天尊仁親王便立為皇太弟。而後能信則兼任東宮大夫。
尊仁親王在東宮時，能信納養女茂子，生皇子貞仁親王，及聰子、俊子、佳子、篤子四內親王。
能信於1065年去世。

## 影響
能信去世三年後的1068年，尊仁親王即位，是為後三條天皇。1073年，後三條讓為給太子貞仁親王，視為白河天皇。後三條與白河兩代，建立了院政的模式，結束了攝關政治。
白河天皇很感念能信的照顧，常說「朕微此人，不得居此座。」每提及能信，均以大夫殿稱之，而不稱其名。白河天皇即位後，以天皇外祖父的資格，贈能信正一位太政大臣，並贈能信妻祉子正一位。

## 家族
- 父：藤原道長
- 母：源明子（源高明之女）
- 妻：藤原祉子 - 藤原實成之女
  - 養女：茂子 - 藤原公成之女（祉子姪女）
  - 養子：藤原能長 - 藤原賴宗之子

## 註腳
1. 1 2  .   [2011-01-02]. （原始内容存档于2011-05-26）.
2. 1 2 3 4  大日本史藤原能信傳 （页面存档备份，存于）
3. ↑  參見日文版能信的說明
4. ↑  大日本史藤原茂子傳 （页面存档备份，存于）